# Wanderley Abreu Junior
Wanderley José de Abreu Junior (Rio de Janeiro, 17 de janeiro de 1978) é um empresário e ex-hacker brasileiro que invadiu a NASA aos 17 anos. Aos 20 anos, identificou mais de 200 pedófilos como parte da Operação Catedral-Rio, a primeira contra pedofilia online feita no Brasil.  É mais conhecido no mundo hacker por seu nickname “Storm”. Após invadir a NASA, foi convidado a participar de um programa no Goddard Space Flight Center (GSFC) para mostrar o que fez. Trabalhou também no projeto Galileo, sistema de navegação da Agência Espacial Europeia, e no desenvolvimento de criptografia multinível para tropas da OTAN no Afeganistão.
Wanderley estudou Engenharia Mecatrônica e Sistemas da Informação na PUC-RIO e, recentemente, fez parte da equipe de comunicação do projeto Mars2020 da NASA, que pousou com sucesso o Rover Perseverance na superfície de Marte, em fevereiro de 2021. 
Durante a pandemia da COVID-19, fundou o Mercado Gaia, iniciativa que ajuda no escoamento da safra de alimentos do Cinturão Verde Fluminense, atuando em comunidades do Rio de Janeiro e da Baixada Fluminense. 
Em março de 2021, recebeu a Medalha Tiradentes, concedida pela Assembleia Legislativa do Estado do Rio de Janeiro a pessoas que prestaram relevantes serviços à causa pública do estado. Em outubro de 2021, recebeu a Medalha Pedro Ernesto.
Em maio de 2022 recebeu mais uma honraria: a Medalha Cinquentenário das Forças de Paz do Brasil, concedida pela Associação Brasileira das Forças Internacionais de Paz da ONU (ABFIPONU). A medalha destina-se a pessoas que tenham praticado ações meritórias, enaltecendo o nome do Brasil e preservando valores militares, espírito de civismo e serviços prestados à pátria. 
Atualmente, Wanderley José é Diretor Executivo do Storm Group, empresa focada na inovação, desenvolvimento de softwares (especialmente para sistemas de alto desempenho), outsourcing de profissionais de Tecnologia da Informação e criação de produtos digitais. Wanderley é também fundador e CEO da Matchbet, plataforma digital de games que reúne diversão com criptomoedas.
Em novembro 2022, foi publicada a biografia "Storm: A história do hacker brasileiro que invadiu a Nasa, desbaratou crimes na rede e inovou no empreendedorismo digital" do jornalista Alessandro Greco pela Objetiva (Grupo Companhia das Letras)